# Lilian Marijnissen
Lilian Marijnissen   (Oss, 11 de juliol de 1985) és una política neerlandesa que exerceix de presidenta de l'esquerrà Partit Socialista. N'és la líder parlamentària a la Cambra de Representants des del 13 de desembre de 2017.
Va entrar per primera vegada com a membre de la Cambra de Representants el 23 març de 2017 després de les eleccions generals del 15 de març. Va exercir anteriorment com a membre del consell municipal d'Oss del 2003, amb 18 anys, fins al 2016, a més de sindicalista del sindicat del sector públic Abvakabo FNV, i llicenciada en ciències polítiques.
Marijnissen és filla de Jan Marijnissen, que havia estat anteriorment líder del mateix partit. La seva mare és Mari-Anne Marijnissen.
El 20 de juny de 2020, després d’una votació del consell del partit i de la junta del partit, va ser escollida com a líder del partit per a les eleccions del març del 2021.